# Württembergische Tssd
Die Lokomotiven der Reihe Tssd waren Mallet-Dampflokomotiven für 750 mm Spurweite der Königlich Württembergischen Staats-Eisenbahnen. Es wurden neun Lokomotiven gebaut, die auf verschiedenen Schmalspurbahnen im Königreich Württemberg eingesetzt waren.
Alle Lokomotiven wurden von der Deutschen Reichsbahn übernommen und erhielten die Betriebsnummern 99 631–639. Nach dem Zweiten Weltkrieg wurden die zu diesem Zeitpunkt vorhandenen vier Lokomotiven von der Deutschen Bundesbahn übernommen und waren bis 1969 eingesetzt. 

## Geschichte
Die Lokomotiven entstanden, weil mit der Eröffnung der Schmalspurbahn Ochsenhausen–Warthausen 1899 und der Verlängerung einiger bestehender Schmalspurbahnen in Württemberg ein erhöhter Bedarf an leistungsfähigen Lokomotiven bestand. Die neuen Lokomotiven wurden als Malletlokomotiven (in Württemberg als Duplex-Lokomotiven bezeichnet) bestellt.
Die Lokomotiven wurden ab 1899 zunächst auf der Schmalspurbahn Ochsenhausen–Warthausen zwischen Biberach an der Riß und Ochsenhausen eingesetzt. Zudem kamen sie auf der Federseebahn zwischen Schussenried und Riedlingen, auf der Zabergäubahn zwischen Lauffen am Neckar und Leonbronn sowie auf der Bottwarbahn zwischen Marbach am Neckar und Heilbronn Süd zum Einsatz. Neun Fahrzeuge wurden in den Jahren 1899, 1901 und 1904, 1908 und 1913 mit den Betriebsnummern Tss 41–49 geliefert und später als Tssd 41–49 bezeichnet. Die Lokomotiven hatten trotz ihres aufwändigen Triebwerks einen ruhigen Fahrzeuglauf.
Erklärung der Bezeichnung
T ist die Abkürzung für Tenderlokomotive, ss bedeutet, dass es sich um eine Schmalspurlokomotive mit der Spurweite 750 mm handelt. Das später hinzugefügte d ist die Abkürzung für Duplex-Lokomotive, eine Lokomotive mit zwei Triebwerken. Diese Triebwerke arbeiteten als Verbundtriebwerk; der Dampf wird zweimal entspannt, zuerst in den hinten liegenden Hochdruck- und anschließend in den im vorderen Drehgestell liegenden Niederdruckzylindern.

## DR 99 631–639
Alle Maschinen wurden von der Deutschen Reichsbahn übernommen und erhielten die Betriebsnummern 99 631 bis 99 639. Die 99 631 kam 1931 ins Bottwartal, bevor sie 1937 als erste der Baureihe abgestellt und verschrottet wurde. 99 632 wurde am 4. März 1939, 99 634 und 636 am 10. April 1940 und 99 635 am 30. Mai 1940 ausgemustert.
Nach dem Zweiten Weltkrieg waren noch vier Lokomotiven vorhanden, die nun der Deutschen Bundesbahn gehörten. 99 638 wurde am 26. Oktober 1954 und 99 639 am 27. November 1956 ausgemustert.
99 637 und 99 633 waren zuletzt auf der Federseebahn zwischen Bad Buchau und Bad Schussenried eingesetzt. Ihr Heimat-Betriebswerk war Aulendorf, die Einsatzstelle Buchau. Nach der Ausmusterung der 99 637 am 25. März 1965 verblieb die nach der 1964 erfolgten Auflösung des Bw Aulendorf nunmehr im Bahnbetriebswerk Friedrichshafen beheimatete 99 633 als Reservefahrzeug für schadhafte Diesellokomotiven bis zum 18. März 1969 erhalten.

## Konstruktion
Im Lieferzustand hatten die Lokomotiven große unverglaste Tür- und Fensteröffnungen in den Führerhausseitenwänden, die später verkleinert und geschlossen wurden. Der guten Streckensicht standen Beeinträchtigungen bei extremen Wetterverhältnissen entgegen. Das hintere Hochdrucktriebwerk ist als Außenrahmentriebwerk ausgeführt und bildet den Fahrzeugrahmen, auf dem der Kessel abgestützt ist. An seinem vorderen Ende ist über einen Gelenkbolzen das vordere, als Drehgestell mit Innenrahmen ausgebildete Triebwerk verbunden, auf dem sich der vordere Teil des Kessels gleitend abstützt. Die Tragfedern der Achsen sind oberhalb der Achsen angeordnet und befinden sich im Drehgestell innerhalb des Rahmens sowie beim Hochdrucktriebwerk außerhalb der Rahmenwangen.
Der genietete Langkessel bestand aus drei Schüssen. Auf dem zweiten Kesselschuss sitzt ein großer Dampfdom, auf dem ersten Kesselschuss ein eckiger Sandkasten. Später erhielten die Lokomotiven einen zusätzlichen Sandkasten auf dem dritten Schuss. Die Feuerbüchse ist zwischen den Rahmenwangen des Hochdrucktriebwerkes eingezogen, auf dem dritten Kesselschuss befinden sich die Sicherheitsventile der Bauart Ramsbotton. Gespeist wurde der Kessel von zwei saugenden Strahlpumpen.
Die Vierzylinder-Verbund-Maschine der Bauart Mallet arbeitet als Nassdampfmaschine. Alle Zylinder sind waagerecht angeordnet. Die Hochdruckzylinder sind im Rahmen gelagert, die Niederdruckzylinder im vorderen Drehgestell. Es wird jeweils die zweite Achse angetrieben. Bis zur 99 636 war der Kreuzkopf zweischienig ausgeführt, danach einschienig. Die Steuerung ist als Heusinger-Steuerung ausgeführt, die gemeinsam umgesteuert wird. Es ist eine Anfahrvorrichtung in Form eines Ventiles zur direkten Versorgung der Niederdruckzylinder vorhanden.
Die Lokomotiven besitzen eine Westinghouse-Bremse sowie eine Handbremse. Abgebremst werden alle Radsätze einseitig von vorn. Die dafür benötigte Druckluft wird von einem einstufigen Luftpresser erzeugt, die rechts neben der Rauchkammer vor den Wasserkästen sitzt. Gesandet wird mit einem Handsandstreuer, aus dem vorderen Sandkasten zwischen die vorderen und aus dem hinteren Sandkasten zwischen die hinteren beiden Radsätze. Auf dem Führerhausdach befinden sich eine Dampfpfeife sowie ein Dampfläutewerk Bauart Latowski. Dieses war zu DB-Zeiten auf dem Rauchkammerscheitel vor dem Schornstein gelagert.
An Vorräten führten die 99 631–633 2,5 m³ Wasser und 1 t Kohle mit. Die 99 634–639 hatte breitere Vorratskästen mit 3,0 m³ Wasser und 1,2 Tonnen Kohle. Als maximale Anhängelast sind 140 t bei einer Steigung von 1:40 angegeben.

## Erhaltene Lokomotiven

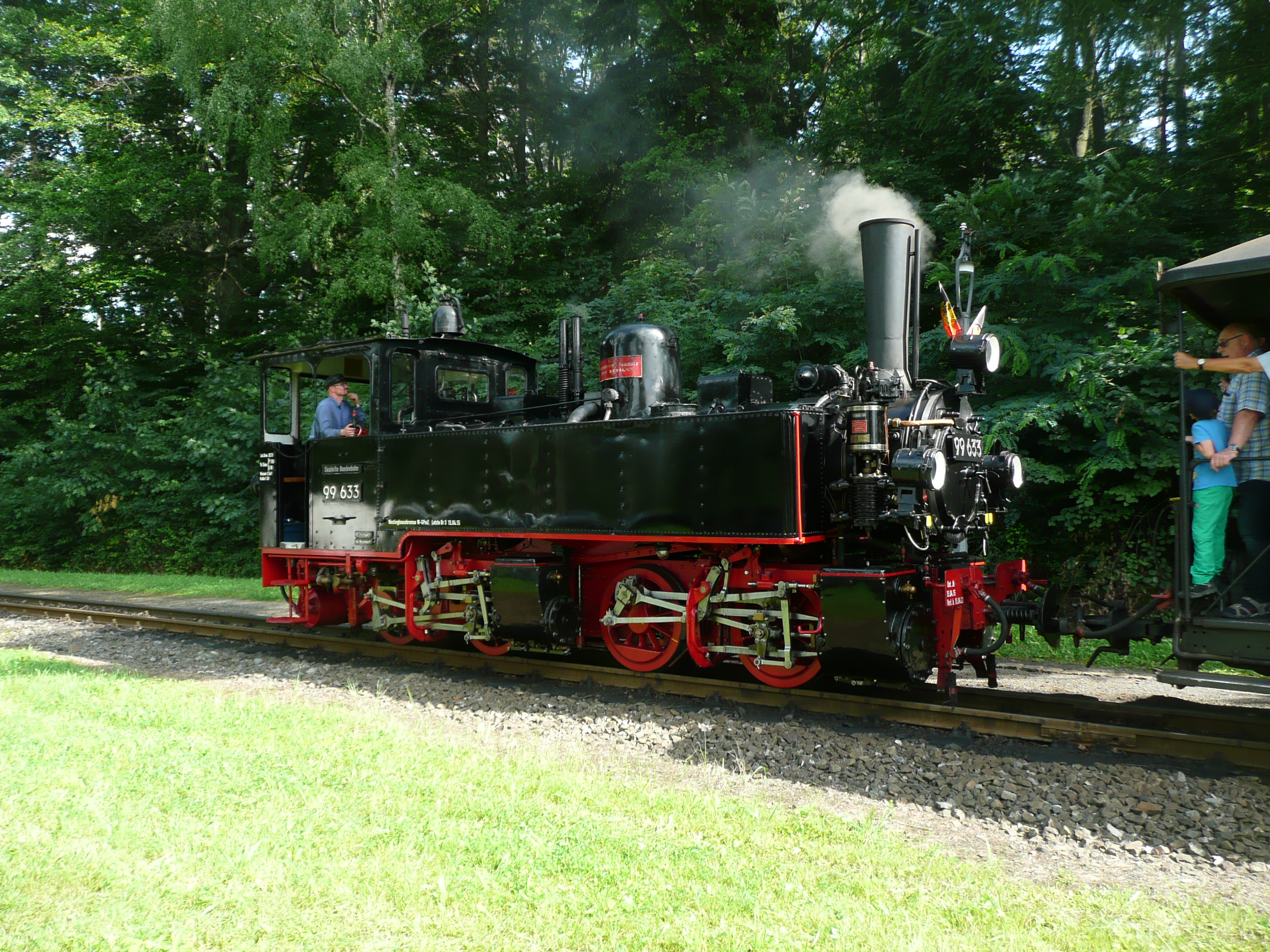
Erhaltene 99 633 bei der Historic Mobil

Die 99 633 wurde 1970 von der Deutschen Gesellschaft für Eisenbahngeschichte erworben und auf der Jagsttalbahn eingesetzt. Sie ist seit 2007 im Eigentum der Öchsle Schmalspurbahn e. V. und war im Lokschuppen in Ochsenhausen (ihrem ersten Beheimatungsort) ausgestellt. Sie war zwischen 1985 und 1990 betriebsfähig und ist seit 2002 als Leihgabe beim Öchsle. 1985 war sie mit dem ersten Öchsle-Museumsbahnzug eingesetzt. Sie ist seit der Erstausstrahlung der SWR-Fernsehsendung Eisenbahn-Romantik im Vorspann der Sendung und als deren Logo zu sehen.
2011 begann die Aufarbeitung mit der Neuanfertigung eines Kessels bei der Firma Tschuda in Graz nach dem Muster des Originalkessels. Am 22. November 2014 fand die erste Probefahrt auf der Zillertalbahn statt. Nach einer nochmaligen Aufarbeitung der Lok im Dampflokwerk Meiningen konnte die Lok bei der Historik Mobil in Zittau 2021 wieder fahrfähig eingesetzt werden.
Die Lok 99 637 steht äußerlich aufgearbeitet als Technisches Denkmal am ehemaligen Bahnhofsvorplatz in Bad Buchau, ihrem letzten Beheimatungsort.